# مرزهای کنترل
مرزهای کنترل (به انگلیسی: The Limits of Control) فیلمی‌ست به نویسندگی و کارگردانیِ جیم جارموش، سینماگر مستقل آمریکایی، با بازی ایزاک دو بانکوله که در نقش یک آدم‌کشِ حرفه‌ای و عجیب‌وغریب در اسپانیا مشغول انجام عملیاتی‌ست. «مرزهای کنترل» دهمین فیلمِ بلندِ جارموش است. فیلم‌برداریِ فیلم در شهرهای مادرید، سبیا و آلمریای اسپانیا انجام شده‌است. از ویژگی‌های فیلم، سکون، جریانِ کند و کم‌دیالوگ بودنِ آن است که فیلم را به سبکِ فیلم‌های مینیمال نزدیک می‌کند.